# 拉齊博里夫卡
49°24′37″N 26°25′6″E / 49.41028°N 26.41833°E
拉齊博里夫卡（羅馬化：Ratsiborivka）是位於烏克蘭西部赫梅利尼茨基州赫梅利尼茨基區沃洛奇斯克市鎮的村莊。該村始建於1756年，面積0.63平方公里，海拔高度311米，2001年人口125，人口密度每平方公里198.4人。